# Hjo busstation

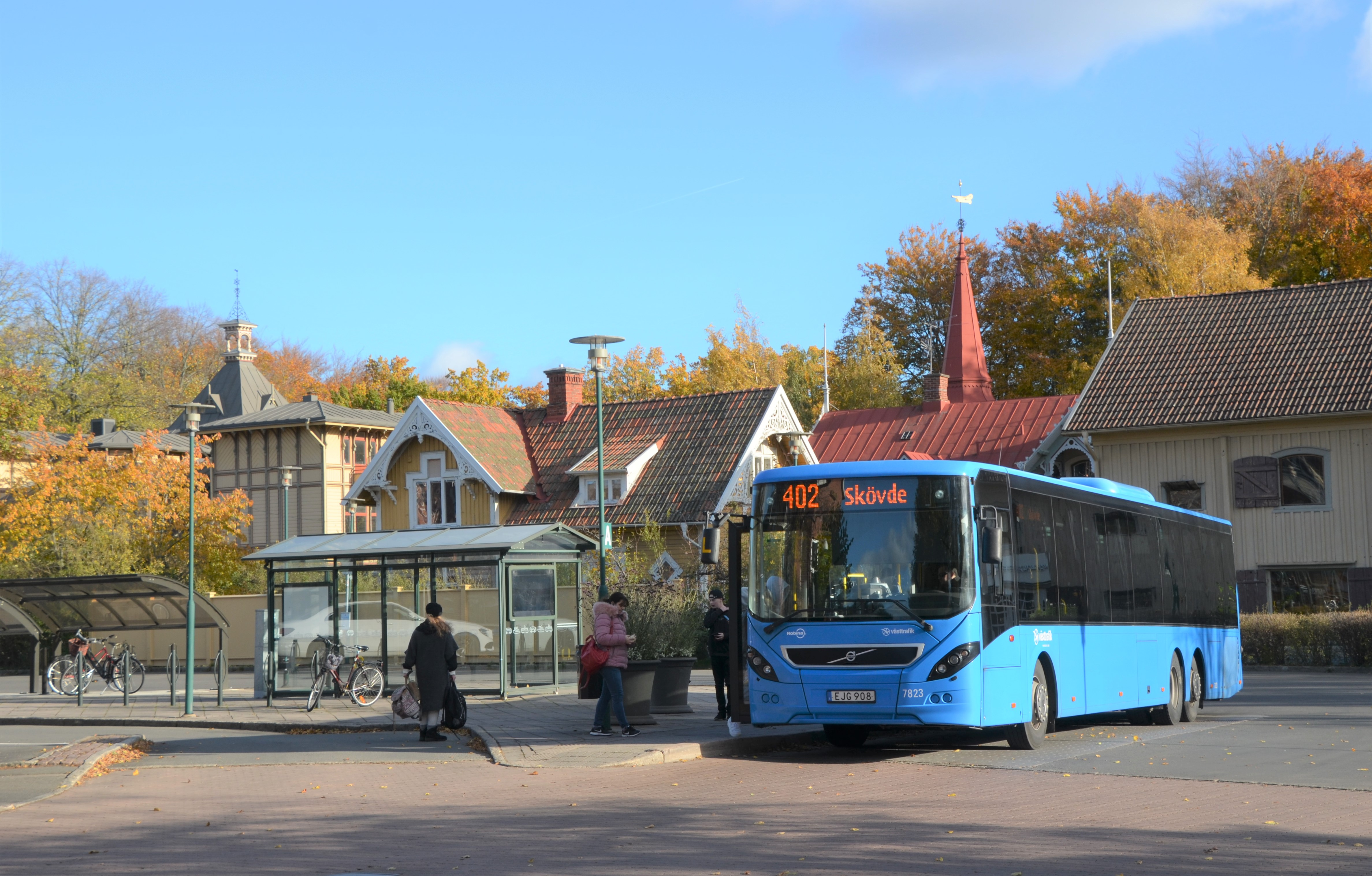
Busstationen i Hjo

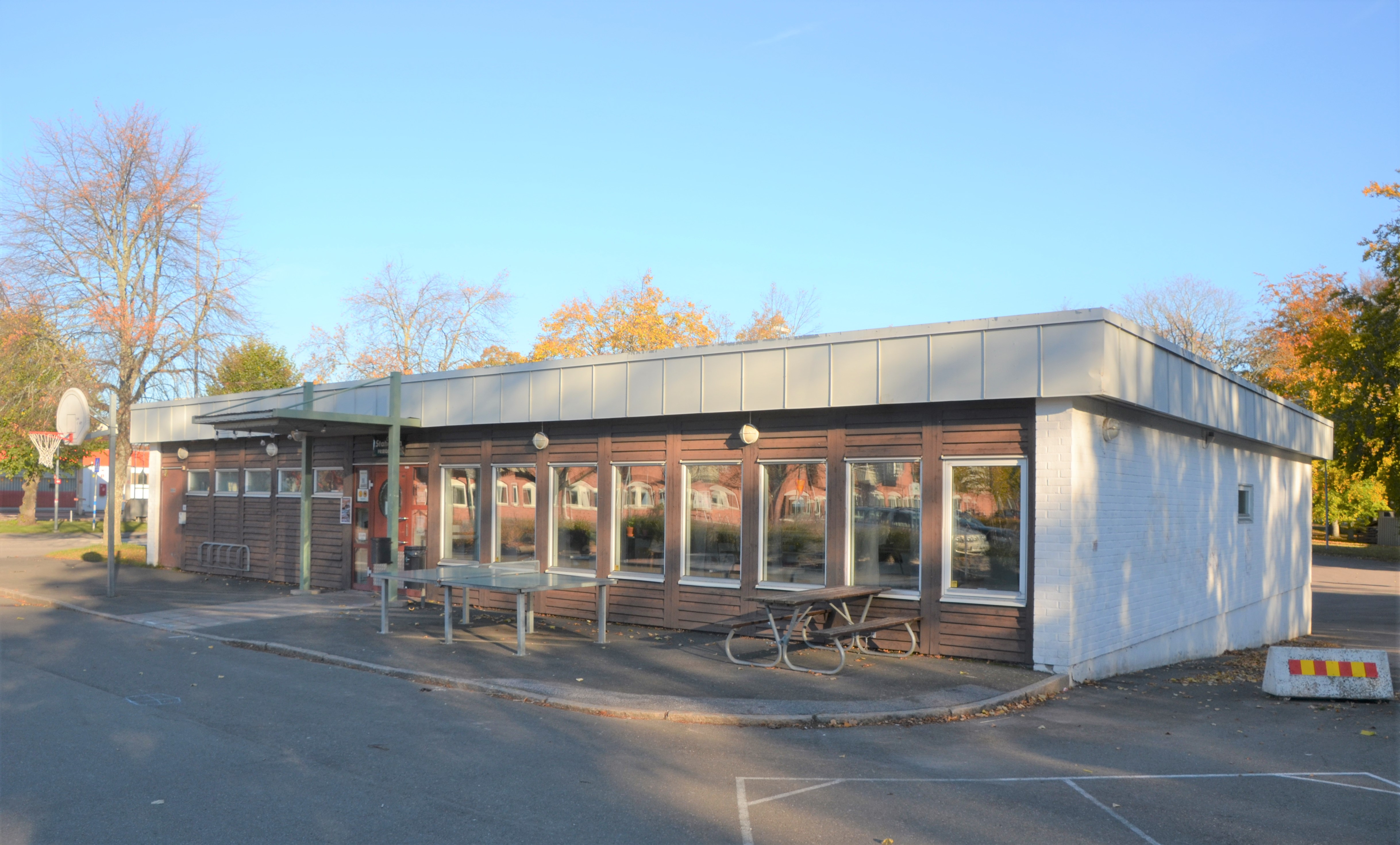
Den tidigare busstationsbyggnaden från 1970, sedermera Fritidsgården Stationen

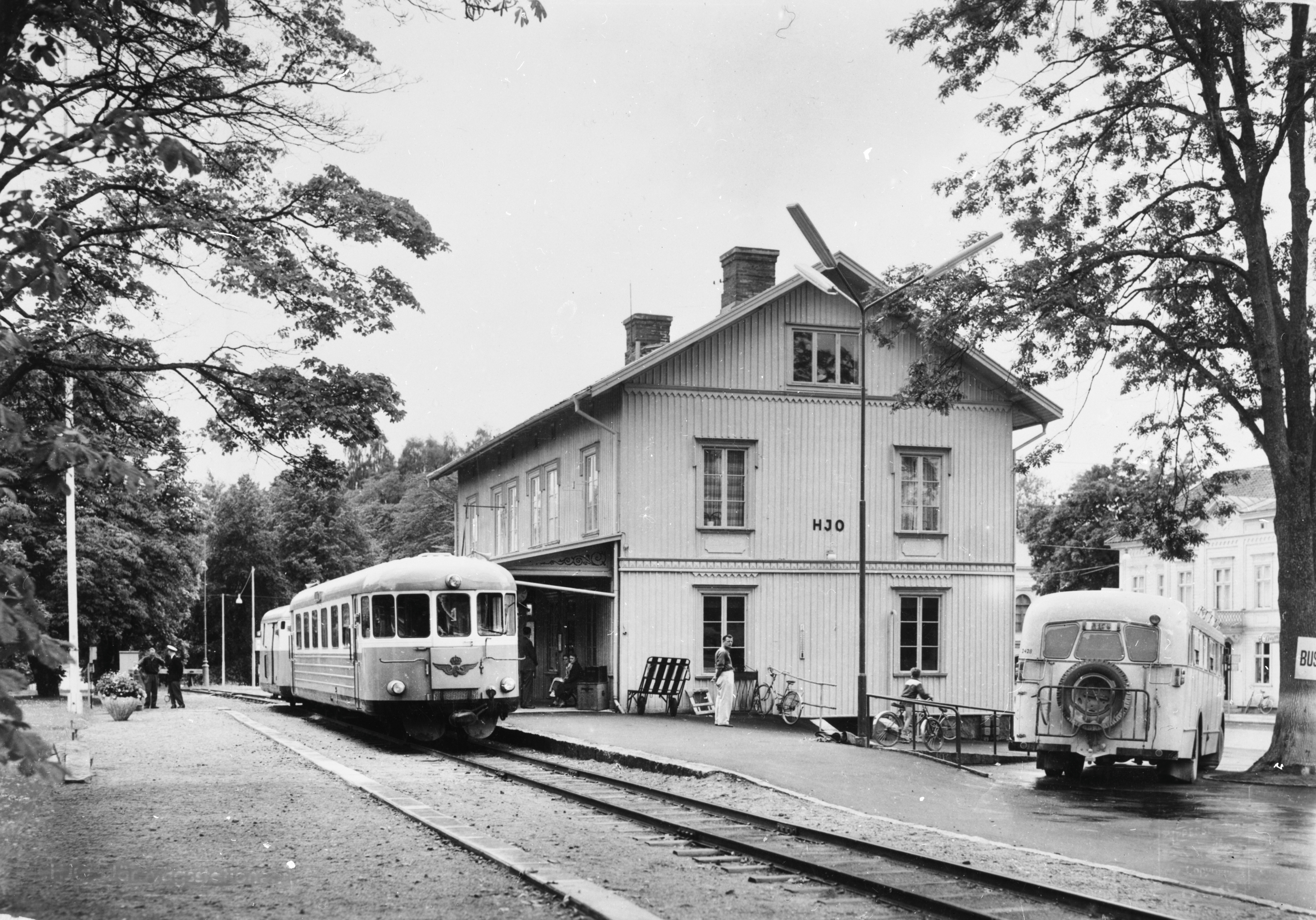
Hjo station med rälsbuss och Järnvägsplanen med buss, 1950-talet

Hjo busstation är en busstation för Västtrafik vid Bangatan i Hjo.
Hjo hade fram till 1967 passagerartrafik på järnväg med Hjo–Stenstorps Järnväg till Stenstorp vid Västra stambanan och betjänades då av Hjo station vid korsningen av Bangatan och Floragatan i Nya staden. Bussar i linjetrafik utgick då från Järnvägsplan norr om stationen.
I samband med att järnvägsstationen revs 1970 för att ersättas på tomten av Hotell Bellevue, flyttades busstationen något längre upp på Bangatan. En busstationsbyggnad, ritad av Hans-Erland Heineman och Bo Boustedt uppfördes också. Senare har busstationen flyttats något tillbaka utmed Bangatan i sydlig riktning till i höjd med servicehuset Rödingen. Den tidigare busstationsbyggnaden används idag av Hjo kommun som fritidsgården Stationen.
Reguljär linjetrafik från busstationen finns framför allt till Skövde, men också till Brandstorp och Tidaholm.